# Michael Paris

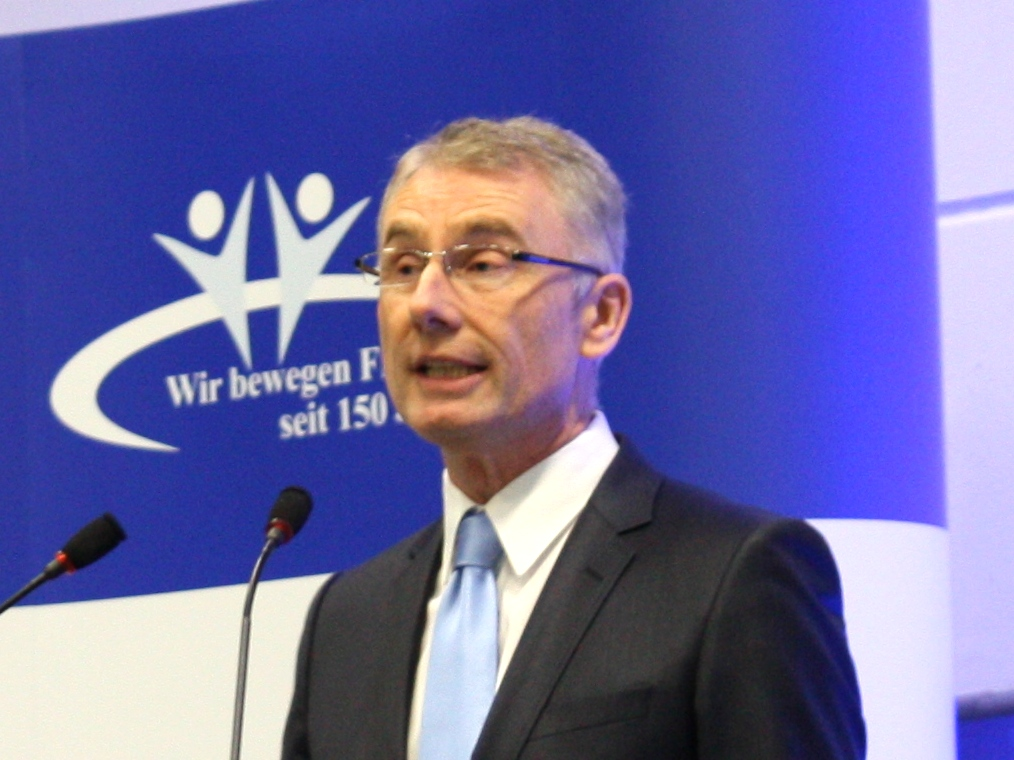
Michael Paris auf dem Neujahrsempfang der Turngemeinde Bornheim 2013

Michael Walter Paris (* 29. April 1955 in Frankfurt am Main) ist ein deutscher Politiker (parteilos, ehem. SPD). Von 1999 bis 2003 und von 2008 bis 2009 war er Abgeordneter im Hessischen Landtag.

## Leben
Paris war Schüler der Frankfurter Helmholtzschule, an der er 1974 sein Abitur ablegte. 1974 bis 1977 studierte er Rechts- und Sozialwissenschaften an der Goethe-Universität. Er begann seine politische Laufbahn in Frankfurt, wo er 1967 in die Sozialistische Jugend Deutschlands – Die Falken und 1972 in die SPD eintrat. Paris nahm mehrere bezahlte Posten bei den Falken wahr, er war Mitarbeiter der Bundestagsabgeordneten Frolinde Balser. Für die SPD saß er von 1990 bis 1999 und seit 2005 in der Frankfurter Stadtverordnetenversammlung bzw. als ehrenamtlicher Stadtrat im Magistrat.
Der SPD-Politiker – Vertreter des rechten Parteiflügels – gehörte von 1999 bis 2003 dem Hessischen Landtag  an. Bei der Landtagswahl in Hessen 2008 gewann er das Direktmandat im Wahlkreis 38 – Frankfurt am Main V und zog wieder in den Landtag ein. Bereits bei der vorgezogenen Landtagswahl in Hessen 2009 verlor er Wahlkreis und Mandat wieder.
Im Jahr 2011 bewarb er sich parteiintern als Kandidat für die Oberbürgermeisterwahl im Jahr 2012. Jedoch gewann sein Konkurrent Peter Feldmann in einem Mitgliederentscheid mit 53,8 %, Michael Paris erhielt 46,2 % der abgegebenen Stimmen. Bei der Aufstellung des Direktkandidaten für die Landtagswahl in Hessen 2013 im Wahlkreis Frankfurt am Main V unterlag er dem Partei-Linken Jürgen Gasper. Am 1. Juli 2013 kündigte er an, als unabhängiger Kandidat zur Bundestagswahl 2013 im Bundestagswahlkreis Frankfurt am Main II anzutreten. Gemäß Satzung der SPD droht in diesem Fall ein Parteiausschlussverfahren. Bei der Bundestagswahl 2013 erreichte er im Wahlkreis jedoch nur 3 % der Stimmen. Nach der Wahl wurde er aus der SPD ausgeschlossen.
Bei der Kommunalwahl am 6. März 2016 trat er mit einer eigenen Liste als Spitzenkandidat an. Trotz Fehlens einer Sperrklausel erreichte seine Gruppierung „Politik ohne Partei“ nicht die erforderliche Stimmenzahl für einen Sitz in der Stadtverordnetenversammlung und verfehlte den Einzug in den Römer klar. Damit fand seine politische Laufbahn ihr vorläufiges Ende.
Michael Paris ist Mitgründer und Vorsitzender des Vereins Abenteuerspielplatz Riederwald e. V. Er war Präsident der International Play Association: Promoting the Child's Right to Play (IPA).